# Ibexella multidiaphragmata
Ibexella multidiaphragmata är en mossdjursart som beskrevs av Ernst, Taylor och Wilson 2007. Ibexella multidiaphragmata ingår i släktet Ibexella och familjen Orbiporidae. Inga underarter finns listade i Catalogue of Life.